# Christopher Dorst

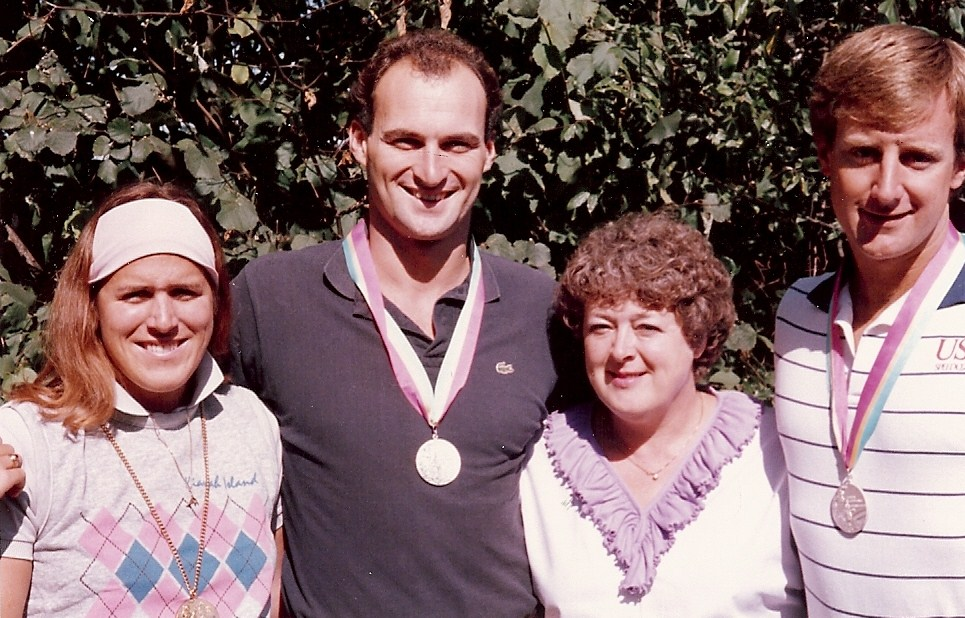
Kim Peyton, Andrew McDonald, Barbara Peyton und Chris Dorst (ca. 1984)

Christopher „Chris“ Dorst (* 5. Juni 1956) ist ein ehemaliger Wasserballspieler aus den Vereinigten Staaten. Er gewann 1984 die olympische Silbermedaille. 1979 siegte er mit der Nationalmannschaft der Vereinigten Staaten bei den Panamerikanischen Spielen.

## Karriere
Der 1,93 m große Christopher Dorst gewann mit der Mannschaft der Stanford University 1976 die nationale College-Meisterschaft. Nach seinem Studienabschluss spielte er für den Stanford Athletic Club.
Von 1977 bis 1984 spielte Dorst in der Nationalmannschaft der Vereinigten Staaten. Bei der Weltmeisterschaft 1978 in West-Berlin belegte das US-Team den fünften Platz. Sein erster großer Erfolg war der Sieg bei den Panamerikanischen Spielen 1979 in San Juan vor den Mannschaften aus Kuba und Kanada. Die Olympischen Spiele 1980 verpasste Dorst wegen des Olympiaboykotts.
Bei den Olympischen Spielen 1984 in Los Angeles war Dorst Ersatztorwart hinter Craig Wilson und wirkte nur im Spiel gegen Griechenland mit. Die amerikanische Mannschaft gewann mit Craig Wilson im Tor die Silbermedaille. Dorst erhielt für seinen Vorrundeneinsatz ebenfalls eine Medaille.
Dorst ist mit der Schwimmerin Marybeth Linzmeier verheiratet, die 1980 auch zum Olympiaaufgebot gehört hätte. Nach seinem Abschluss an der Stanford University war Dorst im Sportmanagement tätig. So erfüllte er verschiedene Funktionen für das United States Olympic & Paralympic Committee. Hauptamtlich war er im Marketing bei Sun Microsystems beschäftigt.